# Ventersdorp
Ventersdorp [fɛntɛrsdɔrp] ist eine Kleinstadt in der südafrikanischen Provinz Nordwest. Sie befindet sich in der Lokalgemeinde JB Marks im Distrikt Dr Kenneth Kaunda. Sie hat etwa 4204 Einwohner (Volkszählung 2011). Bis 2016 war sie Sitz der Gemeinde Ventersdorp.

## Geografie
Ventersdorp liegt im fruchtbaren Tal des Vaal auf einer Höhe von 1479 Metern über dem Meeresspiegel. Von Pretoria und dem Witwatersrand ist die Stadt 110 Kilometer entfernt. Bis nach Potchefstroom sind es 50 Kilometer, nach Klerksdorp 70 und nach Lichtenburg 90 Kilometer.
Die durchschnittliche Niederschlagsmenge in Ventersdorp beträgt 490 Millimeter. Der meiste Niederschlag fällt im Sommer (November bis März). Die geringste Niederschlagsmenge gibt es mit 0 Millimetern im Juni. Der meiste Niederschlag fällt im Januar (96 Millimeter). Die durchschnittliche Höchsttemperatur variiert von 17,3 °C im Juni bis zu 29 °C im Januar. Der kälteste Monat ist der Juni. Hier liegen die durchschnittlichen Tiefsttemperaturen nachts bei 0 °C.

## Persönlichkeiten
- Eugène Terre’Blanche (* 1941 oder 1944; † 2010), Politiker
- Klaus Duschat (* 1955), deutscher Bildhauer
- Itumeleng Khune (* 1987), Fußballspieler